# Brives
Brives ist eine französische Gemeinde mit 239 Einwohnern (Stand: 1. Januar 2022) im Département Indre in der Region Centre-Val de Loire; sie gehört zum Arrondissement Issoudun und zum Kanton La Châtre. 

## Geographie
Die Gemeinde Brives liegt etwa 19 Kilometer ostnordöstlich von Châteauroux. Am Ortsrand mündet der Fluss Liennet in die Théols. Umgeben wird Brives von den Nachbargemeinden Thizay im Norden, Meunet-Planches im Osten und Südosten, Vouillon im Süden sowie Sainte-Fauste im Westen.

## Bevölkerungsentwicklung
| Jahr                       | 1962 | 1968 | 1975 | 1982 | 1990 | 1999 | 2006 | 2013 | 2020 |
| Einwohner                  | 287  | 226  | 204  | 190  | 191  | 198  | 265  | 273  | 245  |
| Quellen: Cassini und INSEE |      |      |      |      |      |      |      |      |      |

## Sehenswürdigkeiten

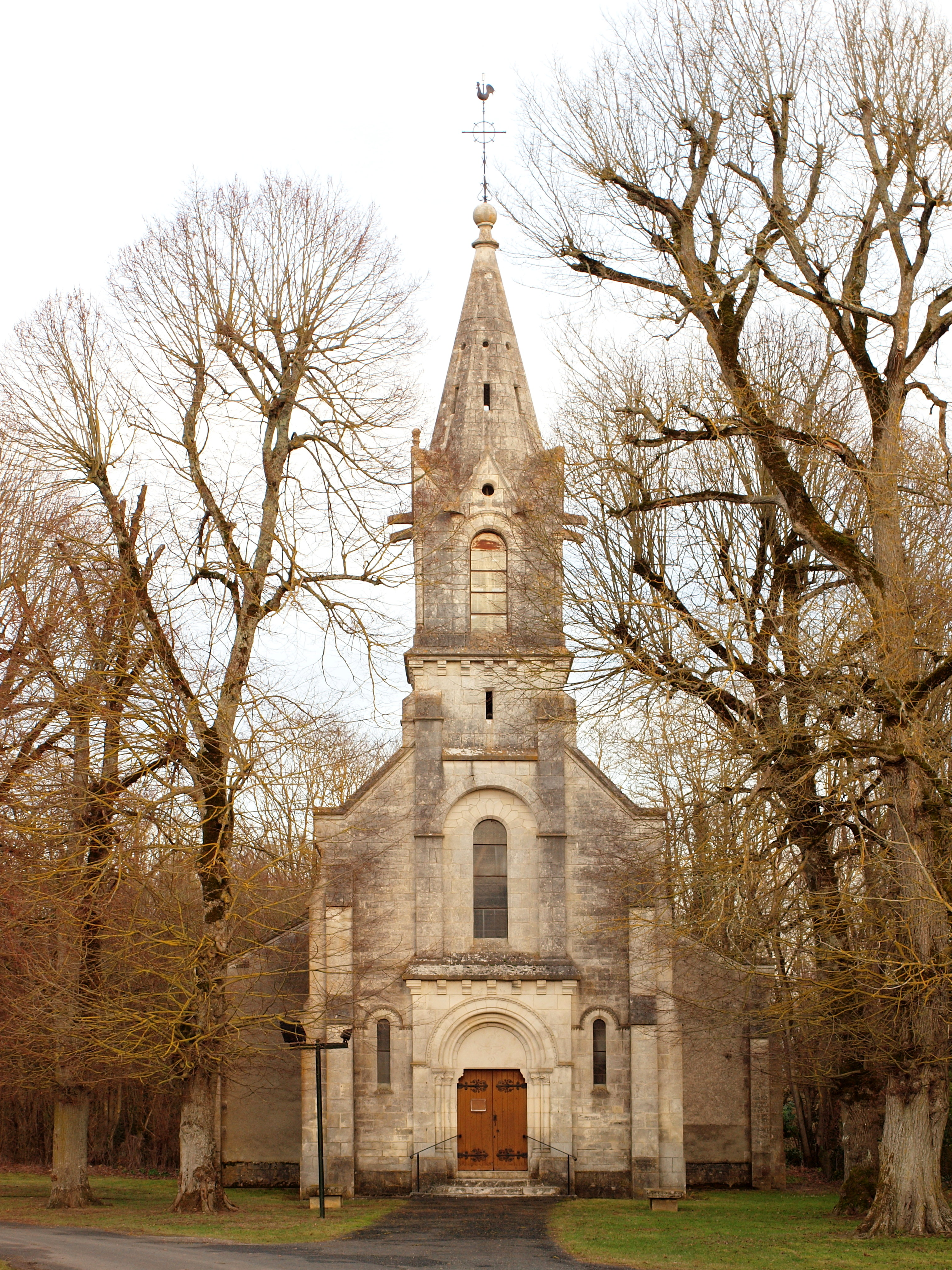
Kirche Saint-Étienne
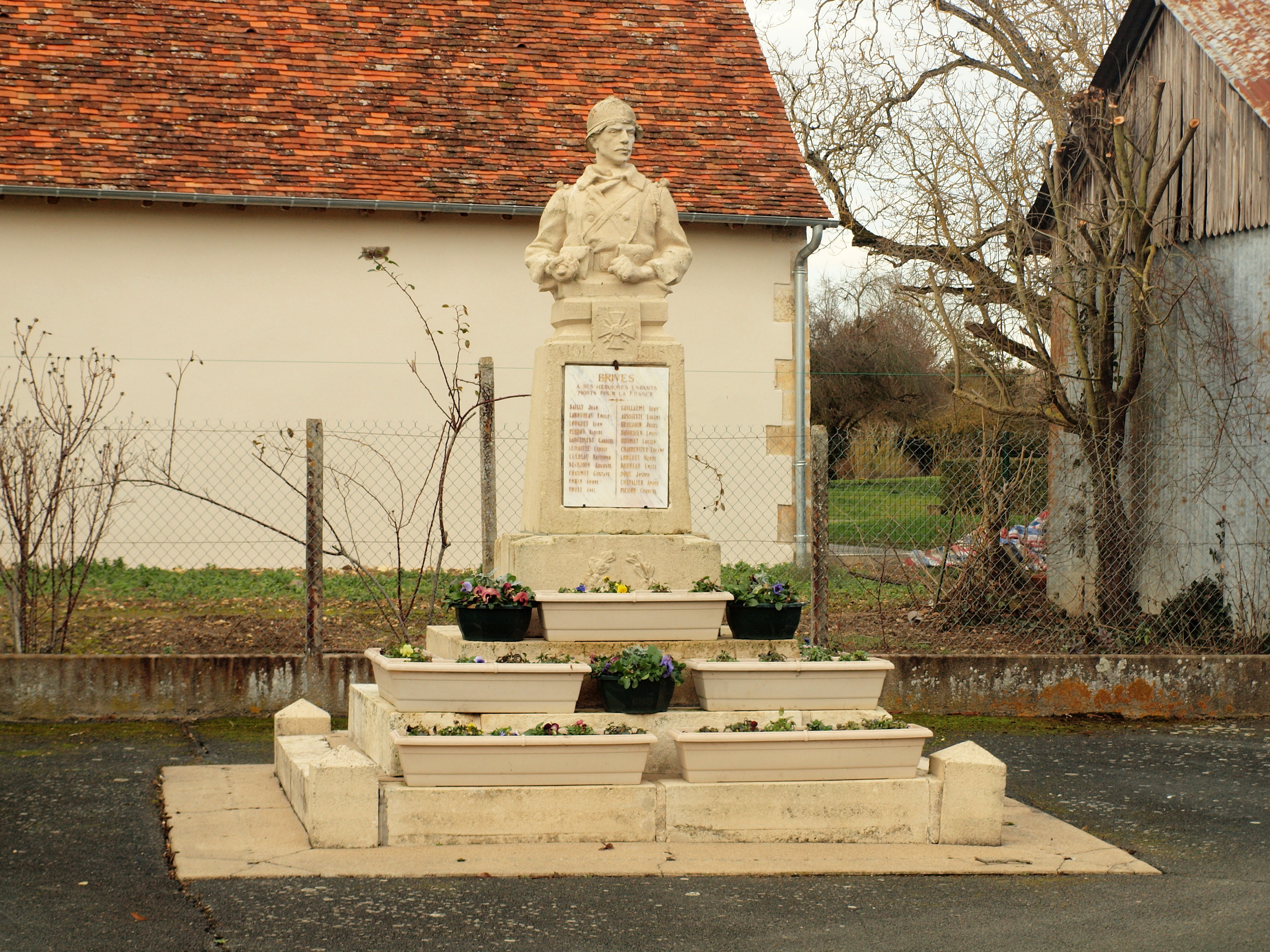
Schloss

- Kirche Saint-Étienne
- Gefallenendenkmal